# Sittin' on Chrome
Sittin' on Chrome è il secondo e ultimo album del gruppo hip hop statunitense Masta Ace Incorporated, fondato dal rapper Masta Ace, pubblicato nel 1995. Successivamente il rapper lascia il gruppo e la scena hip hop per molti anni.
| Recensione | Giudizio |
| ---------- | -------- |
| AllMusic   | [ 1 ]    |
| RapReviews | [ 2 ]    |

## Tracce
| #  | Titolo              | Autori musiche                      | Performer(s)                                         |
| -- | ------------------- | ----------------------------------- | ---------------------------------------------------- |
| 1  | "Intro"             | Bluez Bruthas (Lord Digga & Norman) | Masta Ace                                            |
| 2  | "The I.N.C. Ride"   | Louie Vega                          | Masta Ace, Lord Digga                                |
| 3  | "Eastbound"         | Ase One                             | Masta Ace, Lord Digga, Paula Perry                   |
| 4  | "What's Going On!"  | Bluez Bruthas, Ase One              | Masta Ace                                            |
| 5  | "The B-Side"        | Ase One                             | Leschea, Masta Ace, Paula Perry, Lord Digga          |
| 6  | "Sittin' on Chrome" | Ase One                             | Masta Ace                                            |
| 7  | "People in my Hood" | Uneek                               | Masta Ace                                            |
| 8  | "Turn It Up"        | Ase One , Bluez Bruthas             | Leschea                                              |
| 9  | "U Can't Find Me"   | Ase One                             | Lord Digga, Masta Ace                                |
| 10 | "Ain't No Game"     | Ase One                             | Paula Perry, Leschea, Lord Digga, Masta Ace          |
| 11 | "Freestyle?"        | Bluez Bruthas                       | Masta Ace                                            |
| 12 | "Terror"            | Ase One                             | Lord Digga, Masta Ace, Leschea                       |
| 13 | "Da Answer"         | Ase One                             | Leschea, Masta Ace                                   |
| 14 | "4 Da Mind"         | Ase One                             | Masta Ace, Lord Digga, Cella Dwellas (Ug & Phantasm) |
| 15 | "Born to Roll"      | Ase One                             | Masta Ace                                            |
| 16 | "The Phat Kat Ride" | Louie Vega                          | Masta Ace, Lord Digga                                |

## Classifiche
| Classifica (1995)         | Posizione massima |
| ------------------------- | ----------------- |
| Stati Uniti               | 69                |
| US Top R&B/Hip-Hop Albums | 19                |